# Nepal Railways
| Breitspurzug der Nepal Railway in der Haltestelle Janakpurdham |                     |                                             |                                             |
| Nepalkarte mit der Bahnstrecke |                     |                                             |                                             |
| Streckenlänge: | 48 km               |                                             |                                             |
| Spurweite: | 762 mm (Schmalspur) |                                             |                                             |
| |                     |                                             |                                             |
| \| \| \| Indian Railways von Darbhanga \| \| \| \| 0,0 \| Jaynagar-Frachtterminal \| Jaynagar-Frachtterminal \| \| \| 0,6 \| Jaynagar \| 26° 35′ 22″ N, 86° 8′ 5″ O \| \| \| \| \| \| \| \| 3,0 \| Indien/Nepal \| 26° 36′ 22″ N, 86° 8′ 14″ O \| \| \| 8,31 \| Khajuri \| 26° 38′ 32″ N, 86° 6′ 54″ O \| \| \| 10,0 \| \| 26° 38′ 59″ N, 86° 5′ 53″ O \| \| \| 11,0 \| \| 26° 39′ 13″ N, 86° 5′ 22″ O \| \| \| 13,0 \| Mahinathpur \| 26° 39′ 48″ N, 86° 3′ 53″ O \| \| \| 15,0 \| Sahid Saroj Nagar \| 26° 40′ 8″ N, 86° 2′ 51″ O \| \| \| 16,0 \| \| 26° 40′ 25″ N, 86° 1′ 59″ O \| \| \| 17,0 \| Baidehi \| 26° 40′ 45″ N, 86° 1′ 28″ O \| \| \| 19,0 \| \| 26° 41′ 31″ N, 86° 0′ 26″ O \| \| \| 20,0 \| \| 26° 41′ 59″ N, 85° 59′ 48″ O \| \| \| 22,2 \| Deuri Parbaha \| 26° 42′ 7″ N, 85° 59′ 38″ O \| \| \| 22,5 \| \| 26° 42′ 21″ N, 85° 59′ 17″ O \| \| \| \| \| 26° 43′ 57″ N, 85° 56′ 24″ O \| \| \| 27,0 \| \| 26° 43′ 57″ N, 85° 56′ 23″ O \| \| \| 28,9 \| Janakpur \| 26° 44′ 3″ N, 85° 56′ 12″ O \| \| \| \| Kurtha \| 26° 44′ 57″ N, 85° 53′ 34″ O \| \| \| \| Piprahi \| 26° 45′ 13″ N, 85° 52′ 49″ O \| \| \| \| \| 26° 45′ 16″ N, 85° 52′ 41″ O \| \| \| \| Bighi river \| 26° 45′ 35″ N, 85° 51′ 44″ O \| \| \| \| Lohar Patti \| 26° 47′ 48″ N, 85° 50′ 47″ O \| \| \| 50,0 \| Bijalpura (Bhangaha) \| 26° 51′ 57″ N, 85° 53′ 5″ O \| \| \| \| Mechi–Mahakali-Bahn von Naksalbari (Indien) \| \| \| \| \| Bardibas \| \| \| \| \| nach Birganj und Raxaul (Indien) \| \| \| \| \| Mechi–Mahakali-Bahn nach Majhola (Indien) \| \| |                     |                                             |                                             |
| |                     | Indian Railways von Darbhanga               |                                             |
| Strecke | 0,0                 | Jaynagar-Frachtterminal                     | Jaynagar-Frachtterminal                     |
| Kopfbahnhof Streckenende | 0,6                 | Jaynagar                                    | 26° 35′ 22″ N, 86° 8′ 5″ O                  |
| |                     |                                             |                                             |
| Grenze | 3,0                 | Indien/Nepal                                | 26° 36′ 22″ N, 86° 8′ 14″ O                 |
| Haltepunkt / Haltestelle | 8,31                | Khajuri                                     | 26° 38′ 32″ N, 86° 6′ 54″ O                 |
| Brücke über Wasserlauf | 10,0                |                                             | 26° 38′ 59″ N, 86° 5′ 53″ O                 |
| Brücke über Wasserlauf | 11,0                |                                             | 26° 39′ 13″ N, 86° 5′ 22″ O                 |
| Haltepunkt / Haltestelle | 13,0                | Mahinathpur                                 | 26° 39′ 48″ N, 86° 3′ 53″ O                 |
| Haltepunkt / Haltestelle | 15,0                | Sahid Saroj Nagar                           | 26° 40′ 8″ N, 86° 2′ 51″ O                  |
| Brücke über Wasserlauf | 16,0                |                                             | 26° 40′ 25″ N, 86° 1′ 59″ O                 |
| Haltepunkt / Haltestelle | 17,0                | Baidehi                                     | 26° 40′ 45″ N, 86° 1′ 28″ O                 |
| Brücke über Wasserlauf | 19,0                |                                             | 26° 41′ 31″ N, 86° 0′ 26″ O                 |
| Brücke über Wasserlauf | 20,0                |                                             | 26° 41′ 59″ N, 85° 59′ 48″ O                |
| Haltepunkt / Haltestelle | 22,2                | Deuri Parbaha                               | 26° 42′ 7″ N, 85° 59′ 38″ O                 |
| Brücke über Wasserlauf | 22,5                |                                             | 26° 42′ 21″ N, 85° 59′ 17″ O                |
| Brücke über Wasserlauf |                     |                                             | 26° 43′ 57″ N, 85° 56′ 24″ O                |
| Brücke über Wasserlauf | 27,0                |                                             | 26° 43′ 57″ N, 85° 56′ 23″ O                |
| Bahnhof | 28,9                | Janakpur                                    | 26° 44′ 3″ N, 85° 56′ 12″ O                 |
| Kopfbahnhof Strecke ab hier außer Betrieb |                     | Kurtha                                      | 26° 44′ 57″ N, 85° 53′ 34″ O                |
| Bahnhof (Strecke außer Betrieb) |                     | Piprahi                                     | 26° 45′ 13″ N, 85° 52′ 49″ O                |
| Brücke über Wasserlauf (Strecke außer Betrieb) |                     |                                             | 26° 45′ 16″ N, 85° 52′ 41″ O                |
| Brücke über Wasserlauf (Strecke außer Betrieb) |                     | Bighi river                                 | 26° 45′ 35″ N, 85° 51′ 44″ O                |
| Haltepunkt / Haltestelle (Strecke außer Betrieb) |                     | Lohar Patti                                 | 26° 47′ 48″ N, 85° 50′ 47″ O                |
| Bahnhof (Strecke außer Betrieb) | 50,0                | Bijalpura (Bhangaha)                        | 26° 51′ 57″ N, 85° 53′ 5″ O                 |
| Abzweig geradeaus und von rechts (Strecke außer Betrieb) |                     | Mechi–Mahakali-Bahn von Naksalbari (Indien) | Mechi–Mahakali-Bahn von Naksalbari (Indien) |
| Bahnhof (Strecke außer Betrieb) |                     | Bardibas                                    | Bardibas                                    |
| Abzweig geradeaus und nach links (Strecke außer Betrieb) |                     | nach Birganj und Raxaul (Indien)            | nach Birganj und Raxaul (Indien)            |
| Strecke (außer Betrieb) |                     | Mechi–Mahakali-Bahn nach Majhola (Indien)   | Mechi–Mahakali-Bahn nach Majhola (Indien)   |

Die Nepal Railways Corporation Ltd. war ein nepalesisches Staatsunternehmen, das die einzige Bahnstrecke des Landes betrieb. Die Strecke war 29 Kilometer lang und führte von Janakpur ins indische Jaynagar. Ein weiterer etwa 21 Kilometer langer Streckenabschnitt von Janakpur nach Bijalpura war bereits 2001 nicht mehr in Betrieb, da eine Brücke über den Fluss Bighi zerstört worden war.

## Geschichte
1937/1938 wurde mit dem Bahnbetrieb auf der Strecke begonnen. Die erste Lok war eine englische, die nach dem Hindugott Vishnu benannt wurde. Anfang 2004 wurde die Bahngesellschaft von Transport Corporation of Nepal – Janakpur Railway oder Janakpur-Jayanagar Railways in Nepal Railways Corporation Ltd. umbenannt. Ziel war es die Strecke profitabel zu betreiben, Aktien auszugeben und private Investoren anzulocken. Bis zu diesem Zeitpunkt machte das Unternehmen einen jährlichen Verlust von 175.000 Rupies.
Ende 2004 übergab Indien zwei Dieselloks des Typs ZDM 5 und sechs Waggons an die nepalesische Bahngesellschaft. Diese wurden per LKWs nach Nepal transportiert und Fahrer der indischen South Eastern Railway bildeten die nepalesischen Lokführer aus. Bis dahin wurde die Strecke ausschließlich mit Dampflokomotiven betrieben. Später folgte die Spende von zwei weiteren Dieselloks.
Die Strecke wurde 2014 für den Umbau auf Breitspur geschlossen und 2017 als Zweigstrecke von Indian Railways bis Khajuri wieder eröffnet. Die Lokomotiven der alten Janakpur Railway waren im Juni 2017 noch vorhanden.
Die Breitspurstrecke wird von Khajuri aus verlängert und wurde am 2. April 2022 über Janakpur bis zum vorläufigen Endbahnhof Kurtha eröffnet. In zwei weiteren Phasen soll zuerst Bhangaha im Distrikt Mahottari erreicht werden und dann Bardibas, wo Anschluss an die zu bauende Mechi–Mahakali-Bahn bestehen soll.

## Betrieb
Die Spurweite der Bahn betrug 762 mm. In Khajuri, der letzten Station vor der Grenze zu Indien, befindet sich die Werkstatt. Dort befinden sich auch die alten Dampflokomotiven. Reguläre Halte finden statt in Janakpur, Perbaha, Baidehee, Shaheed Sarajnagar, Mahinathpur, Khajuri und Jaynagar (Indien).
Täglich fuhren drei Züge von Janakpur nach Jaynagar und zurück. Bei Feierlichkeiten im Janaki-Mandir-Tempel in Janakpur verkehren die Züge ununterbrochen ohne Fahrplan. Die Fahrzeit ist vergleichsweise lang, da der Zug selten über 15 km/h fährt, meist fährt er kaum mehr als Schrittgeschwindigkeit.

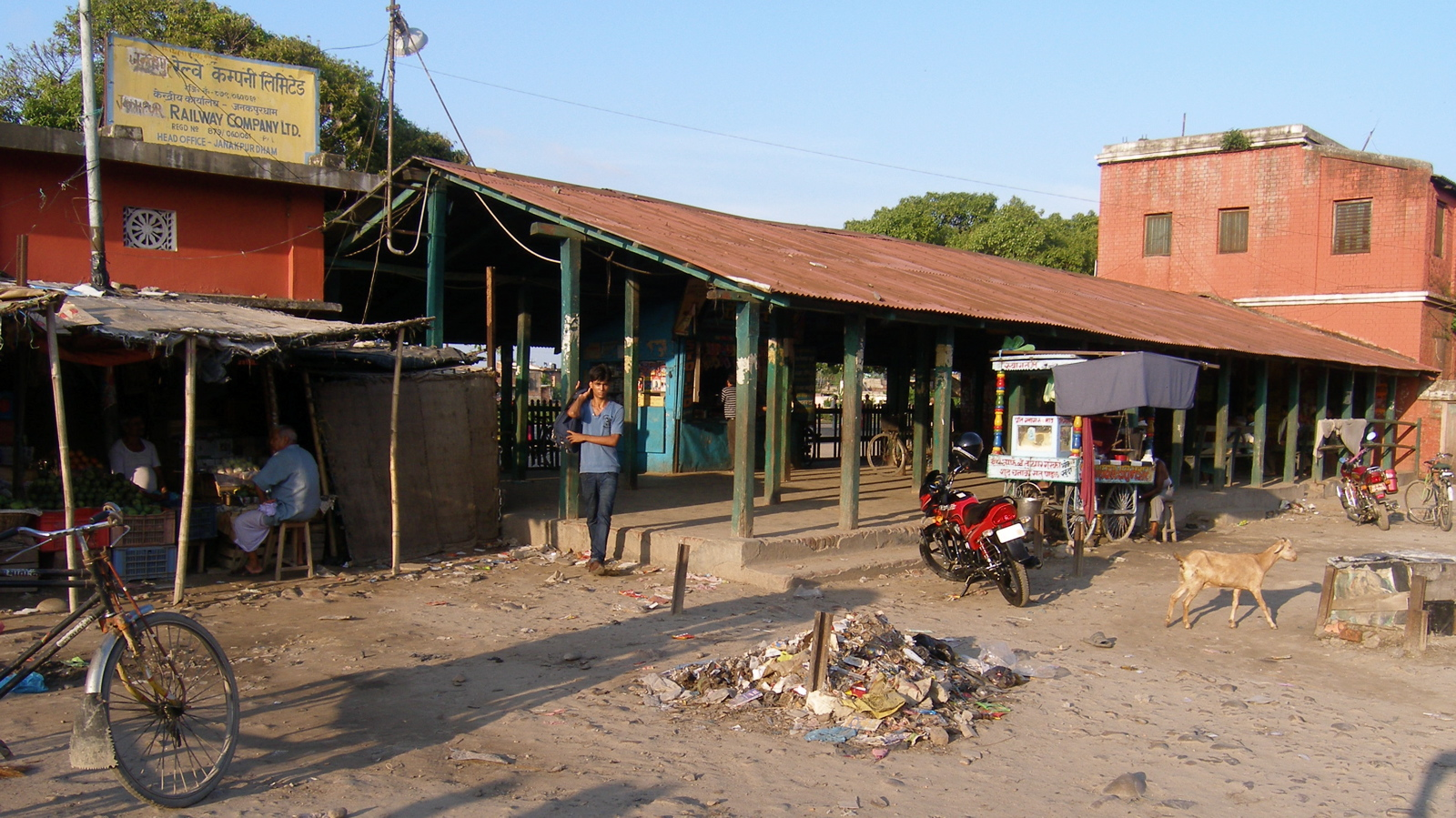
Bahnhof Janakpur (2009)
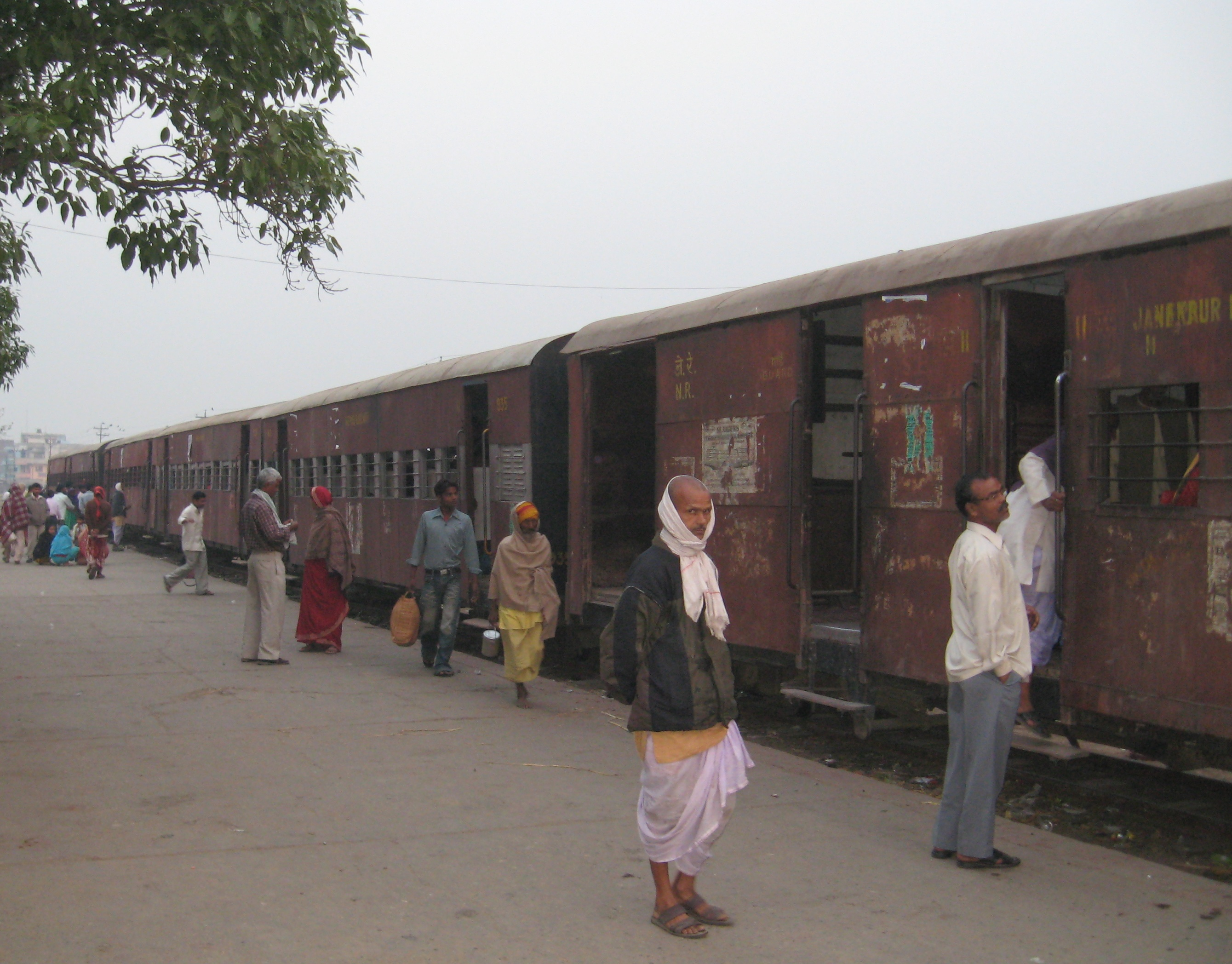
Schmalspuriger Zug im Bahnhof Janakpur (2009)